# Boulangismo

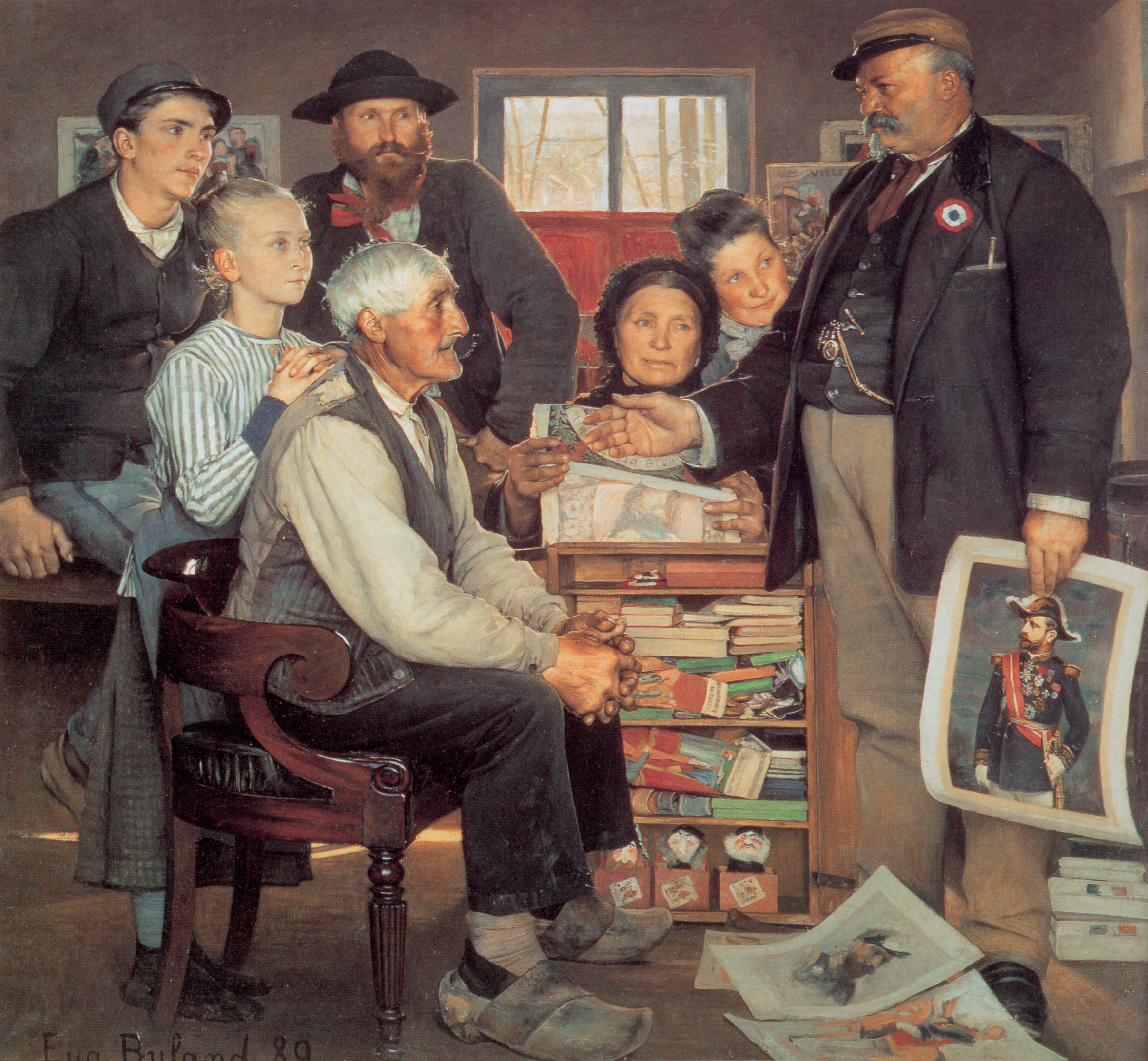
Un colportore di stampe diffonde dei ritratti del generale Boulanger ad una famiglia di contadini.
Propagande, olio su tela di Jean-Eugène Buland, 1889.

Il boulangismo (detto anche bulangismo o boulangerismo, in francese: boulangisme) fu un movimento politico francese della fine dell'Ottocento (fl. 1885-1889) che giunse a costituire una minaccia per la Terza Repubblica francese. Il suo nome derivò dal generale Georges Boulanger, militare che divenne ministro della guerra e si rese popolare per le sue riforme, ma inquietò il governo coi suoi discorsi inneggianti alla guerra.
Il movimento politico nacque in relazione ad un'operazione di spionaggio con l'impero tedesco. Boulanger aveva infatti avviato una politica di spionaggio per tenere monitorata la regione dell'Alsazia e della Lorena che portò nel 1887 allo scoppio dell'affare Schnæbelé.

## Storia

### L'origine del movimento ed i suoi primi sostenitori

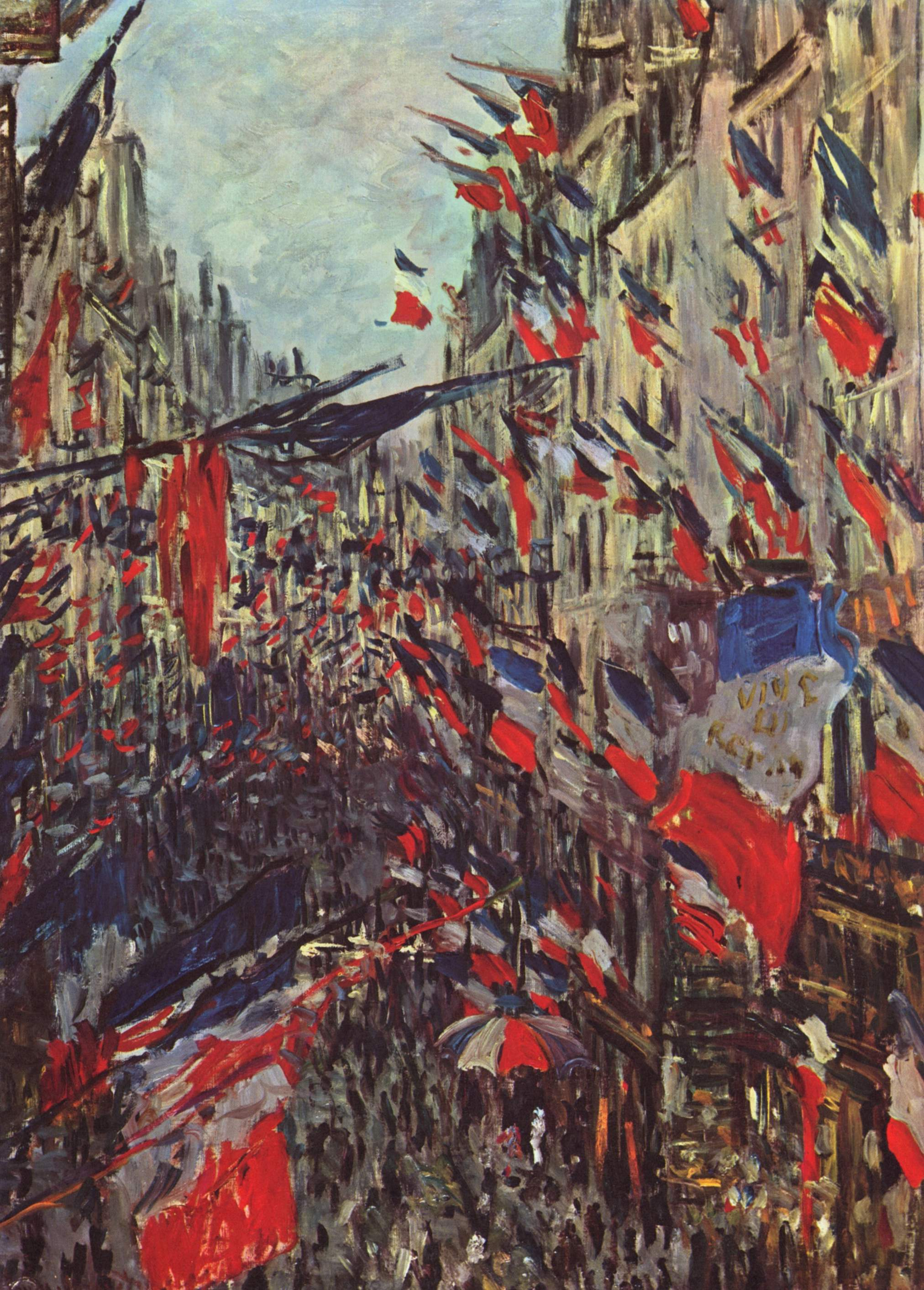
Sullo sfondo del boulangismo stavano il nazionalismo francese e la volontà di rivalsa sulla Prussia (festa nazionale in rue Saint-Denis a Parigi, Claude Monet, 1878).

Nel 1886, attorno alla figura del generale Boulanger si erano radunati da un lato dei repubblicani revisionisti (favorevoli a una revisione della Costituzione francese), per la maggior parte radicali (lo stesso Clemenceau consigliò Charles de Freycinet come ministro della guerra nel suo gabinetto nel 1885) e , dall'altro, bonapartisti e monarchici desiderosi di rovesciare la Repubblica.
Nel 1887 Boulanger godette dell'appoggio di una parte della sinistra moderata ed estrema che vedeva in lui l'immagine di un generale repubblicano coraggioso che, una volta eletto al ministero della guerra, aveva reso obbligatorio il servizio militare anche agli ecclesiastici, espellendo i principi di Orleans dall'esercito (1886) e migliorando le condizioni di vita dei soldati francesi (riduzione del periodo di servizio militare, introduzione del fucile Lebel).
Questo suo modo di interessarsi alla politica attraverso l'arte militare ottenne un notevole successo al punto che ne nacque un movimento che divenne noto come "boulangismo". Per uscire tra le masse, il boulangismo fece presa su due cardini popolari molto sentiti: il tema della patria e quello della salute del popolo. Il concetto di patria racchiudeva, come corollario, la speranza di vendetta contro la Germania dopo la sconfitta subita nella guerra franco-prussiana, mentre il tema del popolo poggiava sulla speranza di una politica sociale propugnata fortemente dai boulangisti più radicali, dai socialisti, dai blanquisti e da coloro che avevano lasciato il Comitato Rivoluzionario di Édouard Vaillant per creare il Comitato Rivoluzionario Centrale Socialista.
Sul piano istituzionale, il boulangismo era quindi basato su una notevole ambiguità d'intenti e con personalità molto differenti al suo interno, sia per estrazione, sia per fini politici. I repubblicani radicali speravano in una "revisione" delle istituzioni provvisoriamente insediate nel 1875, "per portare a una repubblica definitiva e incontrastata" , ma i monarchici e i bonapartisti speravano per contro di sfruttare la revisione della costituzione per rovesciare la Repubblica. La destra (in particolare la duchessa di Uzès, le famiglie Orléans e Bonaparte) fornirono quindi anch'esse un sostegno finanziario al boulangismo pur essendone state in parte colpite da alcune politiche.

### Il candidato Boulanger

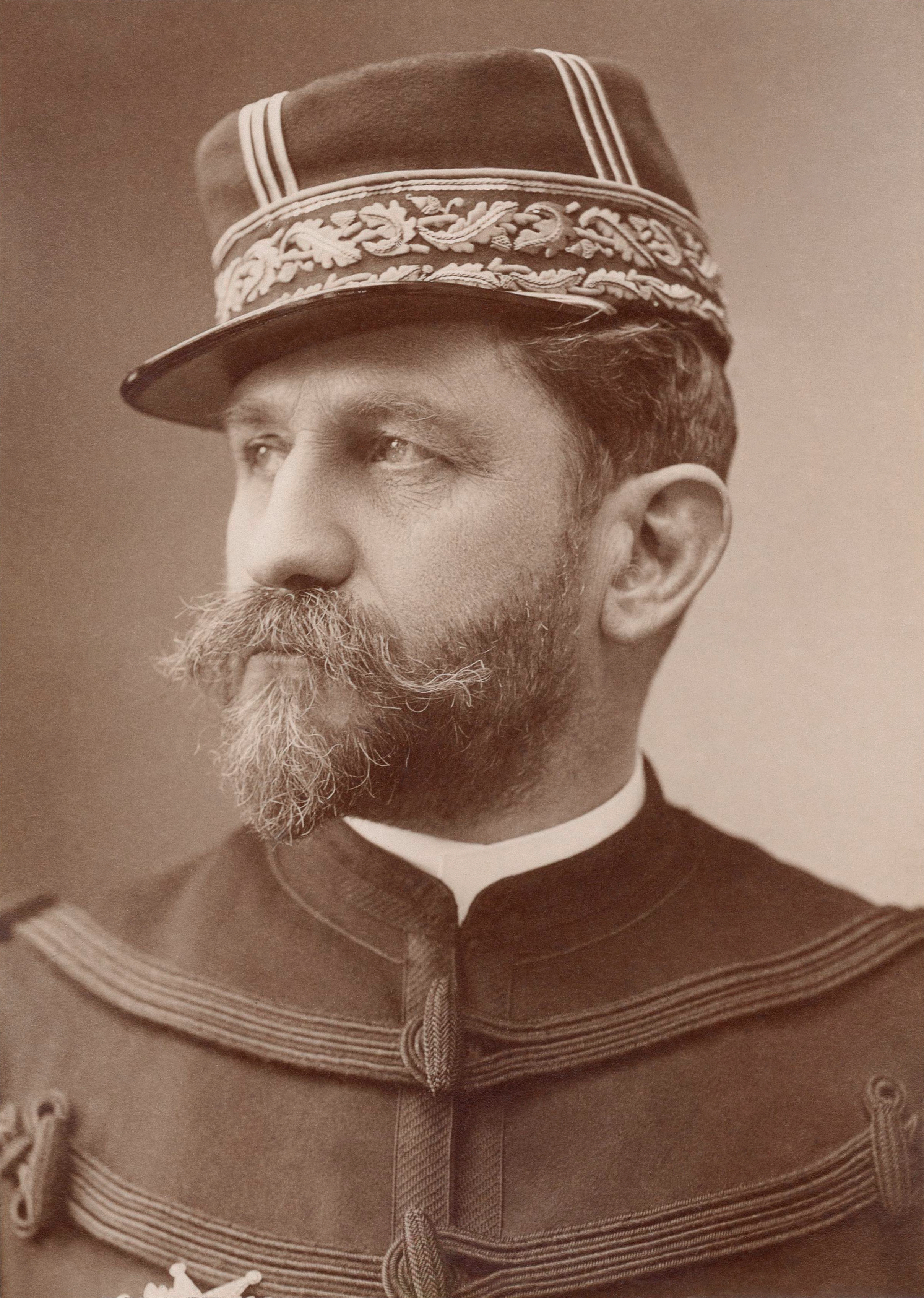
Il generale Georges Boulanger in una fotografia di Nadar.

Nel gennaio del 1886, i monarchici promisero il loro appoggio al candidato alla presidenza della Repubblica che si sarebbe impegnato ad assumere Boulanger quale ministro della guerra nel nuovo gabinetto di governo. Nel medesimo periodo, il generale incontrò il principe Napoleone Giuseppe Carlo Paolo Bonaparte che gli promise il suo personale sostegno, in particolare finanziario. Quell'anno, nonostante la sua ineleggibilità (Boulanger era infatti ancora soldato di carriera), venne presentato alle elezioni presidenziali francesi con comitati in 7 dipartimenti sotto l'etichetta bonapartista.
Lo stesso anno sollecitò la duchessa di Uzès (erede della più ricca casata nobiliare della regione dello Champagne) ad ottenere la somma iniziale di 25.000 ed infine di 3 milioni di franchi a sostegno della sua campagna.
Ritiratosi quindi dai ranghi dell'esercito, Boulanger si candidò come deputato alla camera con un programma semplice, riassumibile in un unico punto, ovvero nell'istituzione di una nuova Assemblea Costituente col compito di riformare la costituzione di stato. A forza di promesse segrete ai suoi vari concorrenti, finì per ottenere un crescente successo elettorale. Il suo arrivo alla Camera il 12 luglio 1888 venne seguito da una grande folla. Alla costituente di Parigi dove si candidò, vinse il seggio con 245.236 voti contro 162.875 del suo avversario, il radicale Édouard Jacques, e 17.039 voti del blanquista Boulé. Con un enorme consenso, Alfred Joseph Naquet giunse a suggerirgli di tentare un colpo di stato marciando sull'Eliseo, ma Boulanger si rifiutò di perseguire questa strada, ritenendo di avere tutte le possibilità di prendere rapidamente il potere senza dover violare la legge.

### La crescita del movimento

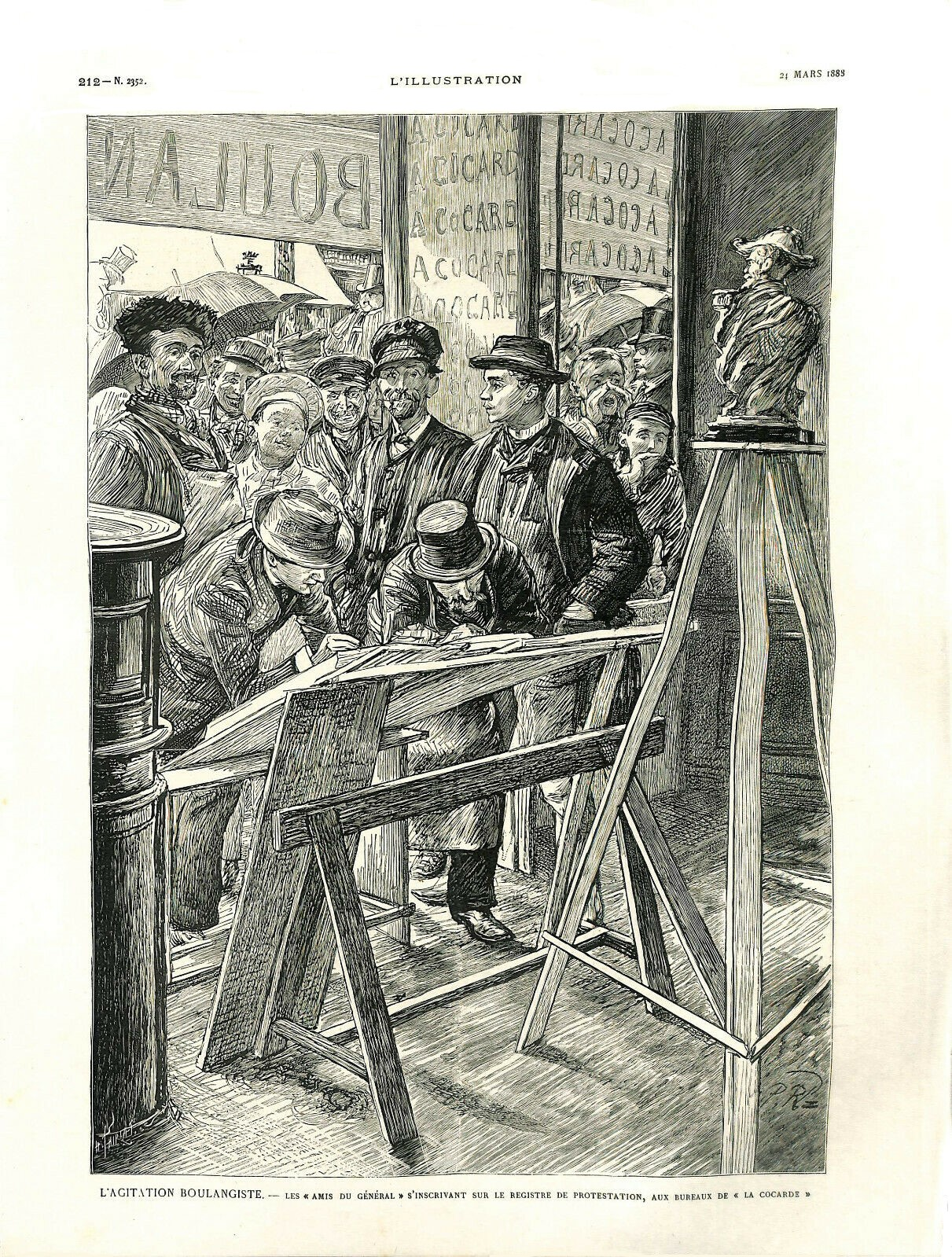
Persone si iscrivono al movimento boulangista, L'Illustration, 24 marzo 1888

Nel 1889 la metà o forse anche i due terzi dei deputati boulangisti provenivano dalla sinistra moderata o estrema del governo francese. Paul Lafargue scrisse a proposito dell'improvvisa crescita nel sostegno del boulangismo in quegli anni: "La crisi boulangista pose in rovina il partito radicale; gli operai, stanchi di aspettare riforme che non si concretizzarono con l'ascesa al potere dei radicali, disgustati dai loro dirigenti che assumevano i ministeri solo per fare peggio degli opportunisti, si dispersero; alcuni passarono al boulangismo ed erano in gran parte loro a costituire la sua forza e nel contempo la sua minaccia: gli altri si arruolarono nel socialismo". Sul crescente sostegno al boulangismo intervenne anche Friedrich Engels che criticò Lafargue e lo tacciò di eccessivo buonismo nei confronti del boulangismo.
A Parigi, quindi, sfruttando la crisi del partito radicale e l'insoddisfazione degli strati più bassi della scala sociale francese dell'epoca, il boulangismo si insediò anche nei quartieri operai oltre che nei salotti aristocratici nei quali si era già inserito. François Goguel disse: "Le truppe del boulangismo parigino cono costituite da giornalisti affamati, venditori ambulanti, lavoratori, relitti sociali, tutti schierati contro i grandi borghesi del parlamento e della finanza"

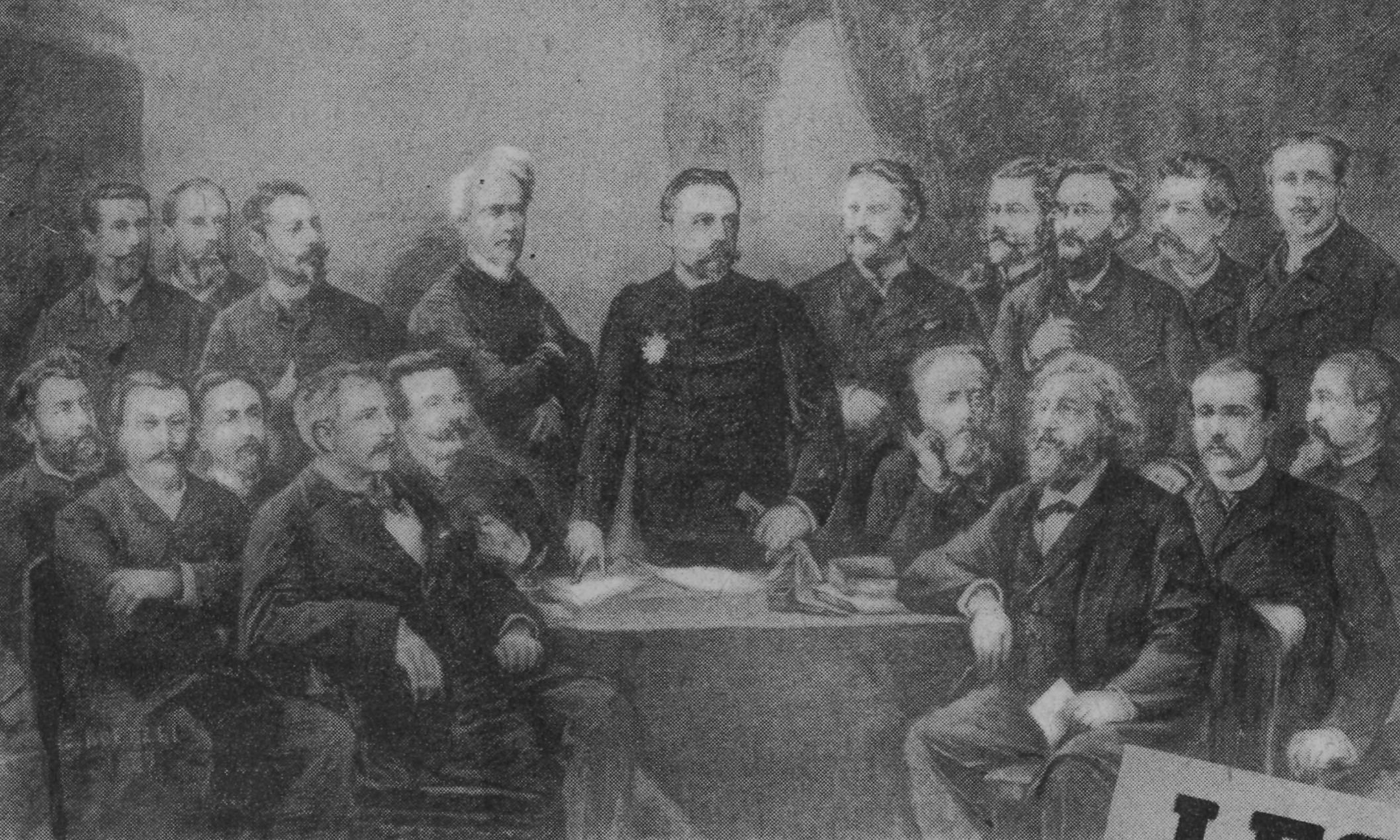
Il generale Boulanger in mezzo ai suoi sostenitori

In provincia, il boulangismo riuscì ben poco a penetrare nelle roccaforti della destra tradizionale, monarchica e clericale, come ebbe ad evidenziare lo studioso André Siegfried, anche se ebbe casi eclatanti come la Charente-Inférieure , dove il voto a Boulanger beneficiò di un "vecchio attaccamento al bonapartismo deluso radunandosi in una Repubblica moderata dove il potere sembrava dissolversi nei misteri del parlamento”, e nei dipartimenti retti da governi "misti" dove le posizioni di quella che si proponeva essere una "nuova destra" andavano rafforzandosi. Secondo Patrick Lagoueyte, la destra, in un primo momento riluttante, finì per radunarsi attorno a Boulanger perché visto come un uomo che riteneva in grado di "ripristinare l'autorità dello Stato, nella tradizione del plebiscito"; alcuni circoli monarchici, immaginando che egli avrebbe potuto facilmente svolgere "il ruolo di un conestabile restauratore della monarchia” , lo appoggiarono pure nel suo movimento politico e sociale. Nel 1890, il giornalista Mermeix rivelò nella sua opera Les Coulisses du boulangisme la collusione esistente tra Boulanger con la destra monarchica, mentre l'entourage del generale, composto fino alla fine da repubblicani di sinistra, fungeva perlopiù da facciata agli occhi del paese.

### La fine del boulangismo
Quando la figura del generale Boulanger divenne troppo scomoda a livello politico, temendo per la stabilità della stessa repubblica e per l'imminenza di un colpo di stato che ormai sembrava cosa fatta, il governo francese emise un decreto di arresto per Boulanger il 1º aprile 1889 con l'accusa di cospirazione. Venuto a conoscenza per tempo del provvedimento, Boulanger riuscì a fuggire dapprima in Belgio e poi ripiegò a Londra. Con le accuse rivoltegli e la sua dipartita per evitare l'arresto, il movimento boulangista si spense lentamente. Alle elezioni tenutesi nel settembre del 1889, i seggi dei boulangisti scesero a 72 contro i 366 dei repubblicani. Nel 1891, poi, due mesi dopo la morte della sua amante, il generale Boulanger si suicidò sulla tomba di questa il 30 settembre, ponendo così fine ad ogni possibile ripresa del movimento.
Poche settimane prima delle elezioni del 1893, durante la seduta del 22 giugno alla Camera dei Deputati, i membri eletti nelle file dei boulangisti vennero scossi da dimissioni interne e scissioni e si decretò la fine del boulangismo quando, alla fine, decisero di definirsi come "revisionisti" della costituzione, slegando quindi ogni riferimento del loro movimento politico dal generale defunto.

## Significati del boulangismo

### Significati politici
Nel corso della storia sono state date diverse interpretazioni politiche al boulangismo, politicamente tra loro opposte. Jacques Néré definì il movimento un "catalizzatore del movimento sociale in Francia" provocato dalla crisi economica del 1882 e confinante, secondo lui, con il pensiero dell'estrema sinistra. Altri lo videro come una mera "trattativa segreta di Boulanger con i conservatori" senza un sostanziale intento politico di fondo, oppure come "un movimento di destra che sfruttava il nazionalismo emergente ed il malcontento generale per scopi monarchici". I politologi moderni tendono a vedere il boulangismo come parte di quel fenomeno che prenderà poi piede nel Novecento e si esplicherà in Argentina col peronismo ed in Brasile col getulismo, entrambi poggianti su tre punti fondamentali: populismo, fascismo, solidarietà ai movimenti operai. Zeev Sternhell ha definito il boulangismo come la prima sintesi nella politica francese tra il nazionalismo ed alcune forme di socialismo, quasi un precursore del fascismo novecentesco. Altri videro invece il boulangismo in chiave filo-socialista: per François Goguel, "il boulangismo diede vita sia al nazionalismo che al socialismo moderno" (La Politique des partis sous la Trois République). Secondo René Rémond, "il boulangismo aprì la strada al socialismo" (Les Droites en France).

### Significati popolari

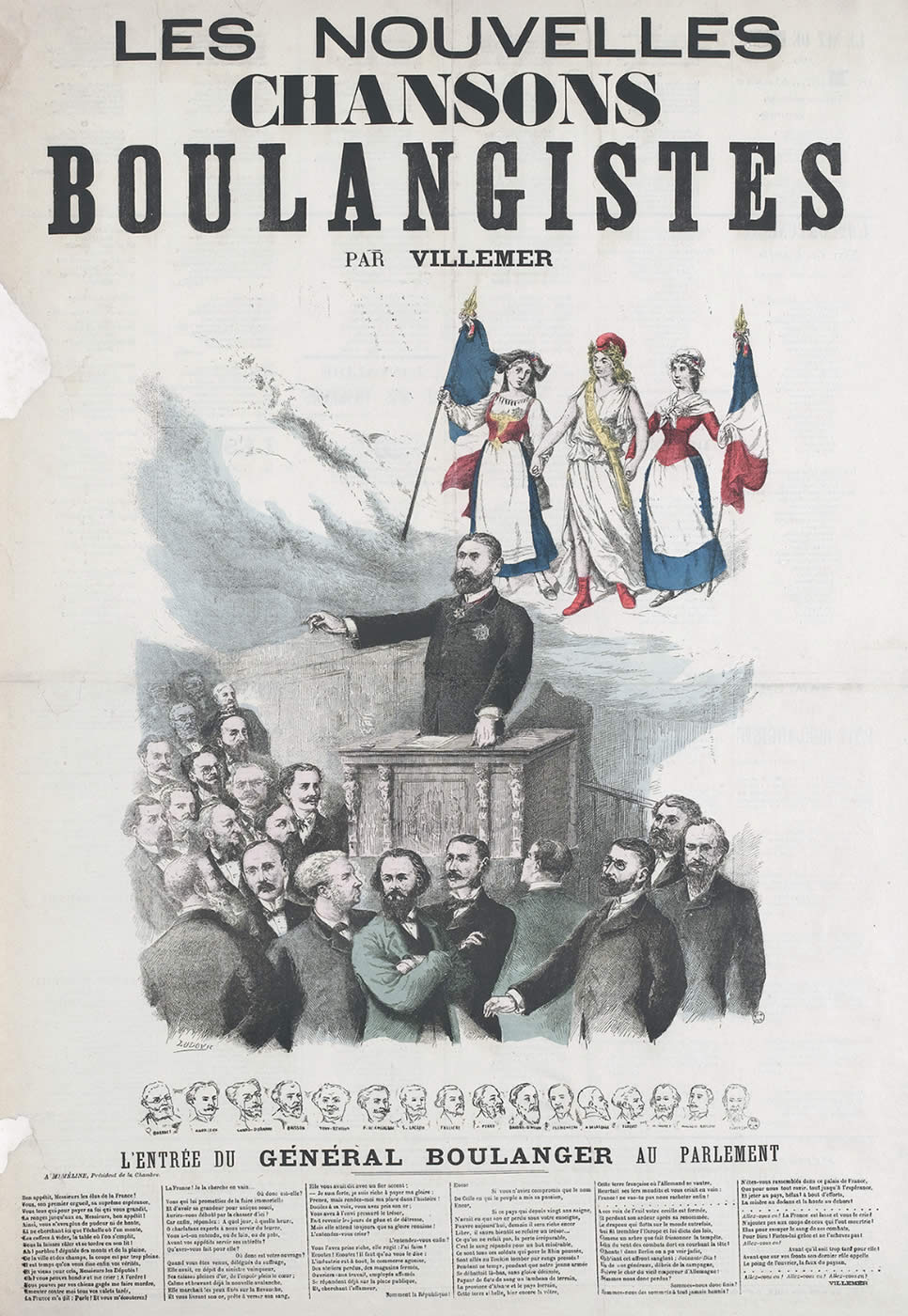
Esempio di propaganda boulangista "all'americana" ideata da uno dei suoi principali sostenitori, Georges Thiébaud, il quale sponsorizzò anche la nascita di una vera e propria "cultura boulangista" con la pubblicazione di canzoni e discorsi

Il boulangismo per certi versi è risultato molto differente da molti altri movimenti socialisti pure sviluppatisi in Europa e nel mondo nel medesimo periodo, anche se furono in molti i socialisti francesi a sostenerlo, in particolare i cosiddetti "blanquisti". Boulanger, infatti, si espresse a favore "della patria e del popolo". Lo stesso Boulanger descrisse il popolo francese come "un bambino da accudire" e scrisse in una lettera a padre Hyacinthe, il 13 aprile 1888, di volere "un governo forte; ma non forte per la costrizione che ispira, ma per la fiducia che in esso hanno le masse popolari".
Se Paul Lafargue definì il boulangismo come un "movimento popolare che può essere giustificato in molti modi" attirandosi così le ire di Engels, Jean Jaurès, il boulangismo era "un grande movimento di socialismo fuorviato", una deviazione dal suo obiettivo iniziale che pure si proponeva come populista.
Il programma politico di Boulanger si proponeva "contro il parlamentarismo" dove il parlamento era visto come la sede malata di borghesi e monarchici, ponendosi così anche in chiave anti-borghese; nell'occhio di repubblicani, socialisti e non, Boulanger era un anti-parlamentare che adottava una logica monarchica, insomma, un uomo pericoloso per la Repubblica.

### L'anti-boulangismo
Con l'inizio della crisi del boulangismo nel 1888, per reazione, nacque la Société des droits de l'homme et du citoyen, un'organizzazione in forma di movimento politico creata dai politici Clemenceau, Ranc e Joffrin che si proponeva come alternativa non solo alla politica di destra di Boulanger e la sua vicinanza ai monarchici ed ai bonapartisti, ma anche contro la borghesia della sinistra parlamentare.
Dietro questo movimento, come era facile intuire, vi era ovviamente la longa manus del Partito Repubblicano francese che cercò con ogni mezzo di opporsi ad una possibile dittatura come del resto era accaduto in Francia nell'Ottocento a seguito di ogni grande rivoluzione.

## Lo staff boulangista

### Boulangisti di destra
- Albert de Mun, teorico del corporativismo cristiano.
- Arthur Dillon (1834-1922), ufficiale di cavalleria, amico di Boulanger dai loro comuni studi all'accademia di Saint-Cyr, divenne in seguito segretario generale della Transatlantic Cable Company e finanziere del boulangismo
- Georges Thiébaud, giornalista bonapartista, che ha lanciato, con Dillon, una campagna di stampa "all'americana" (come già si diceva all'epoca) a favore di Boulanger.
- Maurice Barrès, nazionalista repubblicano.
- Armand de Mackau, deputato dell'Orne nel 1866-1918 (tranne nel periodo 1870-1876). Uno dei rappresentanti del filo-monarchismo. Dopo il fallimento del boulangismo, si unì ai repubblicani nel movimento di Azione Liberale di Jacques Piou.
- Charles Lalou (1841-1918), industriale, direttore delle miniere di Bruay, responsabile della stampa, deputato per il Nord (1889-1893).
- Louis-Gaston Villemer, pubblicista
- Émile Driant (1855-1916), ufficiale degli zuavi, deputato della Meurthe-et-Moselle nel 1910-1916 (Azione Liberale), grande scrittore militare con il nome di Capitan Danrit.
- Alfred Koechlin-Schwartz (1829-1895), industriale, deputato per il Nord nel 1888-1889.
- Ernest Legendre (1855-1914), pubblicista.

### Boulangisti radicali
- Henri Rochefort (1831-1913), giornalista, radicale del movimento socialista, repubblicano e anticlericale, deputato nel 1869, membro del governo di difesa nazionale, deputato della Senna dal 1885 al 1886. Direttore del quotidiano L'Intransigeant. Dopo la sua esperienza col boulangismo, aderì ai movimenti nazionalsocialisti e si oppose alla revisione dell'affare Dreyfus.
- Paul Déroulède (1846-1914), giornalista-scrittore, sostenitore della vendetta nei confronti della Germania dopo il 1870, giacobino sociale, soprattutto anti-comunardo, discepolo di Léon Gambetta, fondatore della Lega dei Patrioti nel 1882, deputato della Charentes nel 1889-1899, anti-Dreyfusardo.
- Alfred Joseph Naquet (1834-1916), deputato del Vaucluse nel 1876-1883, senatore del Vaucluse nel 1883-1890, deputato della Senna nel 1893-93, poi del Vaucluse nel 1893-1898.
- Jean Prosper Turigny (1822-1905), medico, deputato della Nièvre dal 1876 al 1905, membro sinistra socialista radicale, sindaco di Chantenay.
- René Le Hérissé (1857-1922), deputato poi senatore dell'Ille-et-Vilaine dal 1886 al 1920, radicale poi membro del gruppo della sinistra democratica.
- Jean-Baptiste Saint-Martin (1840-1926), deputato per la Vaucluse e la Senna nel 1877-1893 e nel 1906-1910, socialista radicale, direttore della Scuola di Belle Arti di Avignone.
- Eugène Mayer, finanziere, nel 1877 acquistò La lanterne, giornale anticlericale, socialista e radicale.
- Maurice Vergoin (1850-1892), avvocato repubblicano radicale, deputato della Seine-et-Oise nel 1885-1889.
- Louis Andrieux (1840-1931), avvocato, deputato per il Rodano e Basse Alpi nel 1876-1889 e nel 1910-1924. Dopo il boulangismo aderì al repubblicanesimo di sinistra.
- Eugène de Ménorval (1829-1897), consigliere comunale autonomista di Parigi.

### Boulangisti blanquisti
- Pierre Denis (1828-1907), socialista, membro della Comune di Parigi.
- Ernest Granger (1844-1914), rappresentante blanquista sotto il Secondo Impero con Blanqui, Eudes e Tridon; comunardo, co-fondatore del Comitato Centrale Rivoluzionario, caporedattore del Cri du Peuple dopo la morte di Eudes, deputato della Senna nel 1889-1893).
- Frédéric Boulé (1843-19..), sindacalista, guida dello sciopero dei marinai parigini nel luglio-agosto 1888, concorrente blanquista di Boulanger e del radicale Jacques durante le elezioni parigine del 27 gennaio 1889, fu poi un candidato boulangista nelle elezioni successive.
- Alexandre Froger, deputato della Sarthe nel 1885-1889 e poi della Mayenne nel 1889-1893, socialista cristiano.
- Georges de Labruyère (1856-1920), compagno di Séverine, giornalista del Cri du Peuple e fondatore de La Cocarde.
- Ernest Roche (1850-1917), membro del comitato blanquista di Bordeaux, segretario della camera sindacale dei meccanici, delegato delle associazioni sindacali al Congresso socialista di Marsiglia, deputato della Senna nel 1889-1906 e 1910 -1914, uno dei fondatori delle mense per poveri in Francia.
- Gabriel Terrail, detto "Mermeix" (1859-1930), giornalista e scrittore, fondò La Cocarde (giornale boulangista) nel 1888, fi deputato della Senna nel 1889-1893.

### Boulangisti delGroupe ouvrier

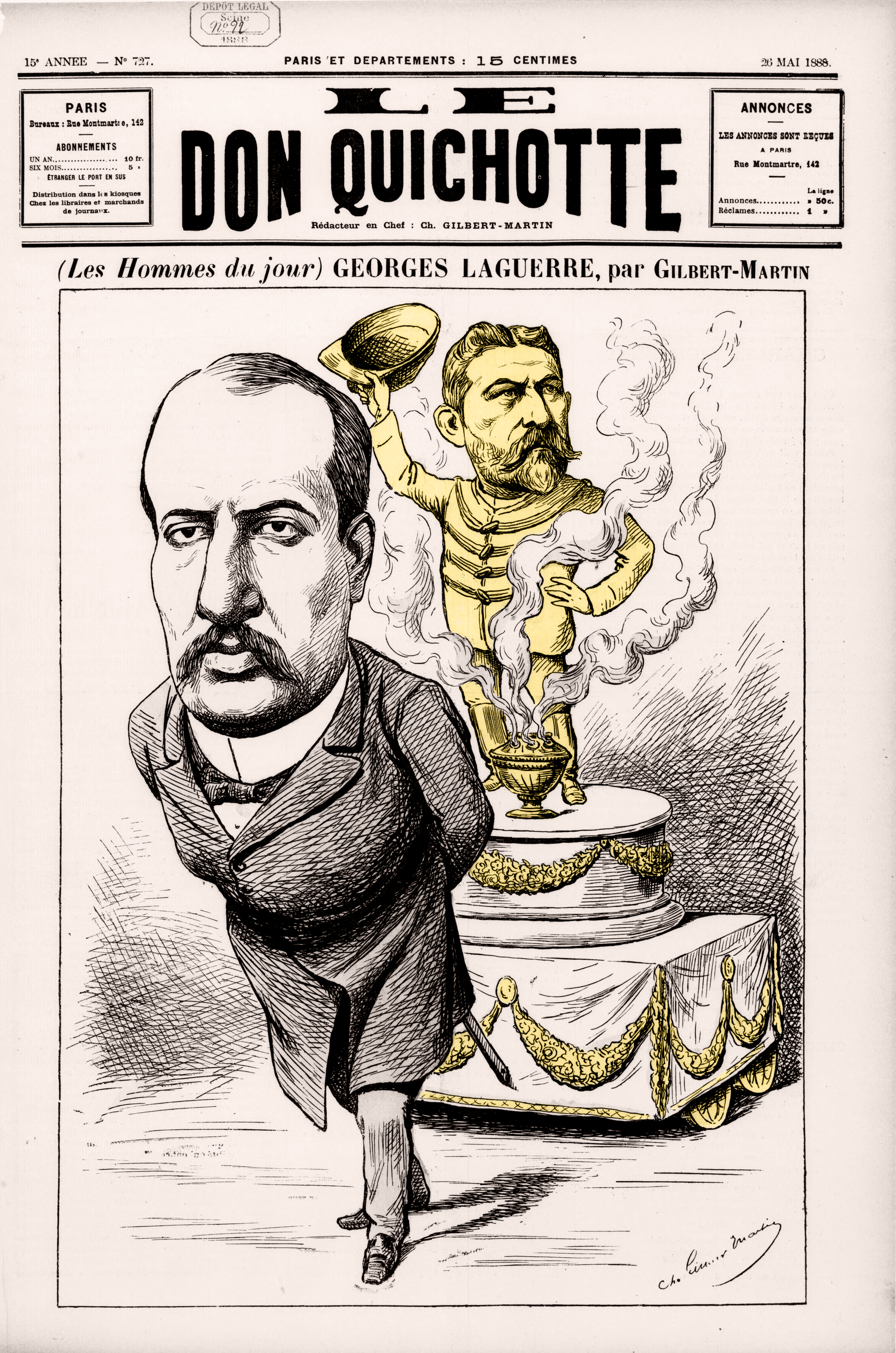
Caricatura rappresentante Georges Laguerre che traina l'immagine del generale Boulanger in forma di statua dorata su un carro

- Charles-Ange Laisant (1841-1920), scienziato, deputato della Loira inferiore nel 1876-1885 e della Senna nel 1885-1893, Dreyfusardo.
- Georges Laguerre (1856-1912), avvocato, deputato del Vaucluse 1883-1889 e 1910-1912 e deputato della Senna nel 1889-1893.
- Henri Michelin (1847-1912), giurista, presidente del consiglio comunale di Parigi nel 1884, deputato della Senna nel 1885-1889 e 1893-1898.
- Clovis Hugues (1857-1907), primo deputato operaio socialista in Francia. Rieletto deputato di Marsiglia nel 1885, prese parte al movimento boulangista. Fu deputato socialista per la Senna dal 1893 al 1906 (19º arrondissement).
- Paul Susini, detto Paul de Susini (1843-1901), medico, socialista, deputato per la Corsica nel 1885-1889.

### Altri boulangisti
- Francis Laur (1844-1934) (deputato per la Loira nel 1885-1889 poi per la Senna nel 1889-1893, nazionalsocialista)